# Numan, Nigeria
Numan este un oraș din statul Adamawa, Nigeria, aflat pe malul râului Benue.